# Docalidia
Docalidia är ett släkte av insekter. Docalidia ingår i familjen dvärgstritar.

## Dottertaxa tillDocalidia, i alfabetisk ordning[1]
- Docalidia adami
- Docalidia ampla
- Docalidia ampliata
- Docalidia argutiae
- Docalidia bifurcata
- Docalidia bipenicula
- Docalidia bispinata
- Docalidia bistyla
- Docalidia boliviensis
- Docalidia bracchia
- Docalidia breddini
- Docalidia brevis
- Docalidia bucina
- Docalidia cassityi
- Docalidia caterva
- Docalidia cinnamomeus
- Docalidia colombiensis
- Docalidia convexa
- Docalidia corneola
- Docalidia crista
- Docalidia curvata
- Docalidia danieli
- Docalidia delongi
- Docalidia dentatula
- Docalidia dextra
- Docalidia digitata
- Docalidia discissa
- Docalidia diversa
- Docalidia dolabra
- Docalidia dorsti
- Docalidia egregia
- Docalidia elliotti
- Docalidia emmrichi
- Docalidia evansi
- Docalidia exilis
- Docalidia fabricii
- Docalidia ferriplena
- Docalidia ferruginea
- Docalidia fibra
- Docalidia filamenta
- Docalidia flexa
- Docalidia fortis
- Docalidia foveatus
- Docalidia frondosa
- Docalidia glabra
- Docalidia gladia
- Docalidia gracilis
- Docalidia gracilitas
- Docalidia grandis
- Docalidia hansoni
- Docalidia hawsi
- Docalidia hirsuta
- Docalidia iacula
- Docalidia insolita
- Docalidia jacobii
- Docalidia knighti
- Docalidia krameri
- Docalidia lamina
- Docalidia lappa
- Docalidia latebra
- Docalidia lateralis
- Docalidia limpidosparsa
- Docalidia lobata
- Docalidia longicrista
- Docalidia longifragilis
- Docalidia loricatus
- Docalidia lugubris
- Docalidia matthewi
- Docalidia mcintoshi
- Docalidia meditabundus
- Docalidia metcalfi
- Docalidia moestus
- Docalidia montanus
- Docalidia morosa
- Docalidia multidentata
- Docalidia multispiculata
- Docalidia mysticus
- Docalidia nitida
- Docalidia nuda
- Docalidia oblonga
- Docalidia omani
- Docalidia oreillyi
- Docalidia pallidus
- Docalidia paracrista
- Docalidia paradiscissa
- Docalidia paragracilis
- Docalidia paraserra
- Docalidia patula
- Docalidia pectinata
- Docalidia pennyi
- Docalidia permagna
- Docalidia pudica
- Docalidia pugiuncula
- Docalidia pusilla
- Docalidia rema
- Docalidia robertsi
- Docalidia rozeni
- Docalidia ruficosta
- Docalidia rufipennis
- Docalidia rutra
- Docalidia ryani
- Docalidia scaura
- Docalidia scopa
- Docalidia serra
- Docalidia setacea
- Docalidia simplex
- Docalidia sinuata
- Docalidia spangleri
- Docalidia spatulata
- Docalidia spendlovei
- Docalidia spinosus
- Docalidia spira
- Docalidia stali
- Docalidia steveni
- Docalidia subcrista
- Docalidia subvilla
- Docalidia taylori
- Docalidia temeratis
- Docalidia tenuatis
- Docalidia testa
- Docalidia thatcheri
- Docalidia thola
- Docalidia tincta
- Docalidia triangularis
- Docalidia triangulata
- Docalidia triplehorni
- Docalidia triquetra
- Docalidia truncatus
- Docalidia tuberculata
- Docalidia uberia
- Docalidia unca
- Docalidia wardi
- Docalidia vella
- Docalidia venezuelensis
- Docalidia venusta
- Docalidia vesica
- Docalidia vidanoi
- Docalidia viracitas
- Docalidia woodi
- Docalidia youngi
- Docalidia zacharyi
- Docalidia zanolae
- Docalidia zanoli